# Мыльников, Николай Прокофьевич
Николай Прокофьевич Мыльников — иркутский купец 1-й гильдии, один из основателей пушного промысла на Дальнем Востоке.

## Биография
Братья Николай Прокофьевич и Пётр Прокофьевич Мыльниковы были видными иркутскими купцами второй половины XVIII века. Николай Мыльников в 1775—1777 годах управлял иркутским городским магистратом, а в 1784—1786 годах избирался городским головой. Он имел кожевенный завод, козловую фабрику и 40 частей в купеческом гостином дворе.
В 1776—1779 годах Н. П. Мыльников вместе с Григорием Ивановичем Шелиховым принимал участие в отправлении промысловых судов. Часть полученных доходов он реинвестировал в промыслы, а часть вместе с сыновьями вкладывал в кожевенное производство. С июля 1792 года начала действовать компания Н. П. Мыльникова и сыновей (Дмитрия, Якова и Михаила). В начале 1790-х годов семейство Мыльниковых владело одним из самых значительных состояний среди иркутского купечества.
В декабре 1796 года Мыльниковы откликнулись на предложение Степана Фёдоровича Киселёва участвовать в организации торгово-промысловой экспедиции к берегам Японии. Мыльниковы и присоединившиеся к ним 30 купцов выразили желание отправить туда товары в сопровождении приказчиков, но не на своих, а на казёных судах. Однако в иркутском губернском управлении рассчитывали, что купцы на собственные деньги построят суда и на свой страх и риск отправят их по неизвестному маршруту, и поэтому проект так и остался на бумаге.
В это же время Н. П. Мыльников с сыновьями занялся созданием новой промысловой организации. Они пригласили к участию в компании московского купца Евстратия Ивановича Деларова — бывшего правителя американских поселений компании Голикова—Шелихова, а также иркутского купца Е. Г. Ларионова, семейства Мичуриных и Дудоровских. Предметом своей деятельности компаньоны объявили торговлю, которую предполагалось проводить «в Охотске, Камчатке, Гижиге и других местах Российской империи», а также «производить торги и промыслы на землях американских, принадлежащих Российскому высочайшему престолу». Кроме коммерческой деятельности, компаньоны намеревались производить географические изыскания, в том числе «особливо точное исследование Северной Америки, лежащей от мыса Аляски к северу и за проливом Беринговым». Купцы решили назвать своё объединение Иркутской коммерческой компанией, для управления делами которой учреждалась главная контора в Иркутске с подведомственными ей правлениями в Охотске, на Камчатке и в прочих местах, где компания собиралась осуществлять свою деятельность.
В 1795 году скончался Григорий Иванович Шелихов. После его смерти его конторщик и бухгалтер А. Е. Полевой, поссорившись со вдовой Шелихова Натальей Алексеевной, предоставил половину своего дома под контору Иркутской коммерческой компании. Иван Илларионович Голиков, понимая, что в одиночку не сможет справиться с семьёй Шелиховых, 18 июля 1797 года присоединил свои капиталы к компании Мыльниковых. Таким образом произошло объединение Северо-Восточной американской, Северной и Курильской компаний Шелиховой и Голикова с Иркутской коммерческой компанией. Это привело к кардинальному изменению расстановки сил в торгово-промышленных кругах Северо-Восточной Азии, и 19 июля 1797 года Н. А. Шелихова последовала примеру Голикова, согласившись на «половинное участие со всеми товарами и производствами». Шелихова предложила назвать новое образование «Американской Голикова, Шелихова и Мыльникова компанией».
Объединение влиятельных купеческих фамилий поставило под вопрос дальнейшее существование конкурирующих компаний. 22 июля 1797 года иркутский генерал-губернатор Ларион Тимофеевич Нагель отправил князю Александру Борисовичу Куракину рапорт в котором, особо отметив ответственность компаньонов, просил об утверждении императором «Американской Голикова, Шелихова и Мыльникова компании». Этот рапорт с примечаниями Коммерц-коллегии был зачитан 4 сентября 1797 года в Совете при высочайшем дворе. Император Павел I, ознакомившись с представленными ему бумагами, в специальном указе одобрил и утвердил соединение компаний:
Соединение купцов Голикова, Шелихова и Мыльникова для совместного отправления торговли и промыслов их на американских островах почитаю полезным и оное утверждаю.
Однако поспешность объединения компаний привела к многочисленным недоработкам в важных вопросах. Накопившиеся финансовые проблемы — «утайки» капиталов, неоплаты выданных векселей, завышенные активы — привели к серьёзным осложнениям во взаимоотношениях компаньонов. Иван Илларинович Голиков, уехав в ноябре 1797 года в Санкт-Петербург, написал прошение на имя императора, в котором подробно и доказательно указал на все эти недостатки. Поэтому 3 февраля 1798 года при содействии Николая Петровича Резанова был срочно разработан новый устав компании при условии, чтобы «ныне и вновь учреждаемые компании были под дирекциею Коммерц-коллегии».
3 августа 1798 года в Иркутске был подписан официальный акт, удостоверяющий появление Соединённой американской компании. Его подписало двадцать человек, принадлежавших в основном к богатым и влиятельным в Иркутске купеческим фамилиям. Этот акт был рассмотрен на заседании Совета при высочайшем дворе 4 июля 1799 года в Петергофе, и императору было предложено «высочайше апробировать» образование Российско-американской компании, приняв её «под е.и.в. покровительство». 7 июля 1799 года на собрании Совета, состоявшемся в Санкт-Петербурге, протокол собрания был сразу же одобрен императором. 19 июля 1799 года был опубликован указ Павла I Правительствующему Сенату об образовании Российско-американской компании.
В связи с быстротой подписания документов были отодвинуты в сторону финансовые вопросы, что привело к осложнению взаимоотношений между Шелиховыми и Мыльниковыми. М. М. Булдаков (муж Авдотьи Шелиховой) поспешил заключить с Мыльниковыми «полюбовную сделку», и Совет при высочайшем дворе 4 января 1800 года принял решение доложить императору: «..постановили прекратить происшедший спор о недостававших 67 паях, уплатою со стороны Шелиховой 45 тысяч рублей в общий компанейский капитал».
Видя, с какой лёгкостью Шелиховы перераспределяют значительные финансовые средства, Мыльниковы в конце 1799 — начале 1800 года решились на махинации, чтобы сохранить и по возможности увеличить свои капиталы. Эти махинации были вскрыты Булдаковым, который летом 1800 года написал Н. П. Резанову подробное письмо, описывающее их механизм. Активы компании оказались значительно переоценены, а многие акции были проданы Мыльниковыми по цене значительно ниже «выведенной в инвентариуме». В октябре 1800 года Н. П. Резанов послал об этом секретное донесение генерал-прокурору Правительствующего сената П. Х. Обольянинову. Для решения возникших в компании проблем было произведено раздробление акций, а Главное управление компании было переведено из Иркутска в Санкт-Петербург.